# Романцев, Данил Николаевич
Данил Николаевич Романцев (род. 5 июня 1993, Пенза) — российский хоккеист, нападающий. Мастер спорта России (2025).

## Биография
Воспитанник ярославского «Локомотива». В сезоне 2010/11 дебютировал за команду МХЛ «Локо», в следующем сезоне также выступал за «Локомотив» в ВХЛ. Сезон 2012/13 отыграл за «Локомотив ВХЛ», в сезоне 2013/14 выступал за «Локо», а также дебютировал за «Локомотив» в КХЛ.
5 июля 2014 года был обменян в «Югру» на денежную компенсацию. Через год вернулся в «Локомотив» и, сыграв один матч, был откомандирован в клуб ВХЛ «Рязань». 23 октября 2015 года перешёл в «Нефтехимик». Провёл 9 матчей и 22 декабря вернулся обратно в обмен на денежную компенсацию.
8 июля 2016 года был обменян на денежную компенсацию в «Амур». Проведя предыдущий сезон со сложным переломом, в межсезонье вновь травмировал руку. Сыграл шесть матчей за «Сокол» Красноярск в плей-офф ВХЛ.
17 мая 2017 года «Локомотив» вновь вернул Романцева, а через 10 дней расторг с ним контракт. 5 июня Романцев заключил однолетнее двухстороннее соглашение с «Амуром», но 13 июля контракт был расторгнут по обоюдному согласию.
22 сентября 2017 года Романцев перешёл в новокузнецкий «Металлург» из ВХЛ, подписав однолетний контракт. 1 мая 2018 года подписал двухлетнее соглашение с «Сибирью». 7 мая 2021 заключил двухлетний контракт с «Автомобилистом».